# Shōji Satō (mangaka)
Pour les articles homonymes, voir Shōji Satō.
 (janvier 2012).
Si vous disposez d'ouvrages ou d'articles de référence ou si vous connaissez des sites web de qualité traitant du thème abordé ici, merci de compléter l'article en donnant les références utiles à sa vérifiabilité et en les liant à la section « Notes et références ».
Shoji Satō (佐藤ショウジ, Satō Shoji) est un mangaka japonais ayant réalisé plusieurs illustrations hentai et non-hentai et publié plusieurs dōjinshi sous le pseudonyme Inazuma. Il est le frère cadet du mangaka Daisuke Satō avec qui il publie le manga Highschool of the Dead[réf. nécessaire]. Il a aussi été notamment l'assistant du mangaka Kōshi Rikudō, auteur du célèbre manga parodique Excel Saga.

## Travaux
- Futari Bocchi Densetsu (ふたりぼっち伝説?) (2004, Shōnen Gahōsha)[1]
- Highschool of the Dead (学園黙示録 HIGHSCHOOL OF THE DEAD?) (depuis 2007, Fujimi Shobo), illustrateur[2]
- Triage X (トリアージX?) (depuis 2009, Fujimi Shobo)[1]
- FIRE FIRE FIRE (2009, Shueisha)[1]